# Tecpatán
Tecpatán är en ort i Mexiko.   Den ligger i kommunen Tecpatán och delstaten Chiapas, i den sydöstra delen av landet, 700 km öster om huvudstaden Mexico City. Tecpatán ligger 317 meter över havet och antalet invånare är 4 569.
Terrängen runt Tecpatán är huvudsakligen kuperad, men österut är den bergig. Tecpatán ligger nere i en dal. Runt Tecpatán är det ganska tätbefolkat, med 58 invånare per kvadratkilometer. Närmaste större samhälle är Copainalá, 11,7 km öster om Tecpatán. I omgivningarna runt Tecpatán växer huvudsakligen savannskog.